# Масанчи, Магазы Лебузович

Бюст Масанчи на Аллее выдающихся деятелей в Алма-Ате

Магазы Лебузович Масанчи (дунг. Магәзы Масанчын; 14 [27] июля 1885 года, 14 июля 1885, село Кара-Конуз, Пишпекский уезд, Семиреченская область, Российская империя, по другим данным, город Верный — 3 марта 1938) — участник революционного движения, Гражданской войны, борьбы за установление Советской власти в Средней Азии; государственный деятель, временно исполняющий обязанности наркома юстиции Узбекской ССР (1932).

## Биография
Родился 14 (по другим данным 27) июля 1885 года в Самаркандской области. Этнический дунганин. С 11 лет пошел батрачить к крупному скотоводу-дунганину. За свой шестилетний труд получил только лошадь с упряжкой и стал ямщиком. 
До 1917 года служил рядовым в царской армии. Участник Первой мировой войны.
В 1917 году был избран в солдатский комитет и направлен представителем гарнизона в Ташкентский городской совет депутатов. Участвовал в вооружённом восстании рабочих и солдат Ташкента, которое 1 ноября 1917 года завершилось установлением в городе Советской власти. 
В 1917—1918 годах — боец красногвардейского отряда Колузаева, участник разгона Кокандской автономии и уличных боев в Коканде. С 1918 г. — в РККА.
В 1918 году вступил в РКП(б).. Активный участник Гражданской войны.
В январе 1919 года в составе красногвардейского отряда участвовал в ликвидации антисоветского «Осиповского мятежа». Во главе красногвардейского мусульманского отряда боролся с басмачами и кокандскими автономистами, участник подавления белого мятежа в Караколе. Осенью 1919 года по решению Турккомиссии ЦК РКП(б) и СНК Туркестанской автономной республики Масанчи во главе мусульманского батальона имени Коммунистического интернационала был переброшен в Семиречье, где участвовал в боях с белогвардейцами.
В 1920 году — адъютант председателя Семиреченского областного ревкома, начальник отряда особого назначения, командир 1-го Киргизского кавалерийского полка. В конце 1920 года под его руководством был организован Туркестанский дунганский кавалерийский полк.
Летом 1920 года совместно с Уразом Джандосовым, Абдуллой Розыбакиевым и другими формирует 8-ю киргизскую (казахскую) бригаду в Верном, был переведен пешим ходом из Верного в Ташкент на борьбу с басмачами. В 1921 году — командир 15-го кавалерийского полка Туркестанского фронта.
В 1921 году был избран членом ТуркЦИКа, делегатом 3-го Конгресса Коминтерна, на котором М. В. Фрунзе представил его В. И. Ленину. С сентября 1921 г. — помощник военкома Джаркентского уезда. В 1922 г. — командующий боеучастка в боях с басмачами.
В марте 1922 года был назначен начальником Джетысуйского областного административного управления, был избран членом коллегии земельного отдела, членом правления Семиреченского областного союза кооператоров и обкома «Кошчи». В 1922 году на 3-м Семиреченском съезде комсомола Масанчи был избран почётным членом Коммунистического Союза Молодёжи Туркестана.
- июнь-июль 1922 г. — заместитель председателя Джетысуйского облсоюза бедноты «Кошчи»,
- апрель-август 1922 г. — заведующий отделом кредитсельхозкооперации Джетысуйского облсоюза бедноты «Кошчи»,
- 1922—1923 гг. — заместитель заведующего Джетысуйским областным земельным отделом,
- 1923 г. — начальник Алма-Атинского уездного отдела уголовного розыска,
- 1923—1924 гг. — начальник Джетысуйской областной милиции и областного центророзыска, член Туркестанского краевого бюро уйгурских комсекций, одновременно, член исполнительного бюро Семиреченского обкома КП(б) Туркестана и исполнительного комитета Семиреченского областного совета, с 1923 г. — член Алма-Атинского городского совета,
- 1924 г. — председатель Джетысуйского областного союза «Кошчи/Бедноты»,
- 1924 г. — начальник административного отдела исполнительного комитета Джетысуйского областного совета,
- 1924—1925 гг. — управляющий областным отделением АО «РАСПО» (опиумная контора),
- 1925—1926 гг. — уполномоченный по сбору и переработке алма-атинской конторы АО «РАСПО», врид. заведующего административным отделом исполнительного комитета Джетысуйского исполнительного совета, в мае 1926 г. был отозван из Джетысу в распоряжение Казобкома,
- 1926—1928 гг. — начальник административного отдела исполнительного комитета Кзыл-Ординского уездно-городского совета,
- 1929—1931 гг. — на Курсах по подготовке агрономов-организаторов крупных совхозов, учащийся экономического отделения Комвуза. Обучение не закончил.
- 1930 г. — начальник Главного управления мест заключения НКВД Казахстана,
- 1931—1932 гг. — начальник Главного управления исправительно-трудовых учреждений наркомата юстиции Узбекской ССР,
- 1932 г. — одновременно, третий заместитель наркома, врид. наркома юстиции Узбекской ССР.

Осенью 1932 года решением Исполнительного бюро ЦК КП Узбекистана снят с должности на основании представления Полпредства ОГПУ вскрывшего факты — «засорения аппарата ГУИТУ уголовно-чуждым элементом, окружил себя своими людьми, неправильный расход средств, взятки с заключенных, половая связь с работницами, пьянство» и т.д.
Организатор дунганского колхоза «Страна Советов», дунганской национальной школы имени Биянху в г. Алма-Ата.
В январе 1936 года был утвержден вторым заместителем начальника ХОЗУ ЦИК и СНК Казахской ССР. При его содействии и непосредственном участии не только в столице республики, но и в других местах открылись учебные заведения для дунганской молодежи. Особо одаренных юношей и девушек он отправил на учёбу в Москву.
В июле 1937 года был арестован НКВД. В марте 1938 года выездной сессией Военной коллегией Верховного Суда СССР был приговорен к высшей мере наказания. В апреле 1957 г. Военной коллегией Верховного Суда СССР реабилитирован.

## Награды и звания
Орден Красного Знамени (1927) в ознаменование 10 годовщины революции «за заслуги и как активного участника гражданской войны».

## Память
- В 1962 году его именем названо село в Жамбылской области и поставлен первый памятник.[3]
- В Алматы в его честь названа улица. Рядом проходит улица Амангельды - другого участника установления советской власти.
- В Алматы (Казахстан) в сквере ниже КБТУ на Аллее выдающихся деятелей установлен бюст Масанчи на постаменте.